# VK Tallinn
VK Tallinn – estoński męski klub siatkarski z Tallinna założony w 2000 roku.

## Nazwy klubu
- do 08.06.2004 – Audentes Tallinn
- 06.06.2006 - 25.07.2006 – Selver/Audentes Tallinn
- od 26.07.2006 – Selver Tallinn

## Osiągnięcia
- Mistrzostwo Schenker League (3): 2007, 2008, 2009

## Rozgrywki międzynarodowe
| Sezon     | Rozgrywki        | Faza                |
| --------- | ---------------- | ------------------- |
| 2006/2007 | Puchar CEV       | faza kwalifikacyjna |
| 2007/2008 | Puchar Challenge | ćwierćfinał         |
| 2008/2009 | Puchar Challenge | II runda            |

## Kadra
Sezon 2013/2014
- Pierwszy trener: Avo Keel
- Asystent trenera: Raul Reiter

| Nr | Imię i nazwisko    | Data ur. | Wzrost | Pozycja      |
| -- | ------------------ | -------- | ------ | ------------ |
| 1  | Meelis Kivisild    | 1990     | 198    | środkowy     |
| 2  | Timo Tammemaa      | 1991     | 202    | środkowy     |
| 3  | Martti Keel        | 1992     | 188    | rozgrywający |
| 4  | Reimo Rannar       | 1988     | 203    | środkowy     |
| 5  | Oliver Orav        | 1995     | 192    | atakujący    |
| 7  | Kristjan Õuekallas | 1981     | 193    | przyjmujący  |
| 8  | Martti Rosenblatt  | 1987     | 198    | przyjmujący  |
| 10 | Johan Vahter       | 1995     | 190    | libero       |
| 11 | Hindrek Pulk       | 1990     | 194    | atakujący    |
| 12 | Denis Losnikov     | 1994     | 196    | przyjmujący  |
| 13 | Ronald Järv        | 1993     | 178    | rozgrywający |
| 14 | Dmitri Tucov       | 1989     | 198    | przyjmujący  |
| 15 | Helar Jalg         | 1994     | 191    | przyjmujący  |